# Новогоднее приключение двух братьев
«Новогоднее приключение двух братьев» — российский кукольный мультфильм 2004 года студии «Анимос». Режиссёр Галина Беда в проекте «Русская классика детям» создала мультфильм по мотивам сказки «Два брата» Евгения Шварца.

## Сюжет
Посреди леса стояла избушка, в ней жили лесничий, его жена и два их сына. Братья всё время ссорились друг с другом. Отец и мать собрались в город за конфетами и игрушками к Новому году. Утром перед отъездом отец поручил старшему брату заботиться о младшем брате до их возвращения вечером. Старший брат дал им слово, но его терпения хватило ненадолго. Младший брат мешал ему читать увлекательную книгу, и старший брат выставил младшего за дверь на улицу со словами: «Оставь меня в покое!» Старший брат очнулся, когда часы пробили восемь раз, и услышал, что возвращаются родители. Он убежал искать младшего брата и через какое-то время очутился в промёрзшем насквозь лесу, где всё было покрыто льдом. Из-за дерева вышел старик с заледеневшей бородой и в белом одеянии. Мальчик его спросил: «Вы дедушка Мороз?» Старик ему ответил: «Отнюдь. Нет. Я — Ледяной дед, повелитель вечной мерзлоты. А это совсем другое дело. Я распорядился, чтобы холод не причинил тебе до поры до времени ни малейшего вреда.» Старик привёл мальчика в Ледяной дворец и сказал, что его младший брат заперт в соседнем зале, что ему понравились слова старшего брата: «Оставь меня в покое», с которыми он вытолкал младшего на мороз. Ледяной дед ушёл, а мальчик попытался открыть ледяные двери, но не смог. Тогда он принёс хворост и разжёг костёр у дверей. У костра он отогрел замёрзших птиц, белок и зайцев. Они помогли ему открыть ледяные двери, отогреть замороженного младшего брата и убежать от разозлившегося Ледяного деда. Возвращаясь домой братья увидели, что снег тает и появляются подснежники. Дома их ждали родители.

## Роли озвучивали
- Ирина Белюшкина
- Юрий Шерстнёв
- Екатерина Семёнова
- Марк Салимзянов
- Виктор Пиунов

## Фестивали и награды
- 2005 — X ОРФАК в Суздале: участие в конкурсной программе
- 2005 — XIV Международный Кинофорум «Золотой Витязь» жюри анимационного конкурса наградило специальным призом и дипломом «За воспитание в детях ответственности за ближнего своего» — фильм «Новогоднее приключение двух братьев».[2]

## Видео
- Мультфильм выпускался на DVD в сборнике мультфильмов «Фестиваль мультфильмов. Выпуск 2. Сказки и рассказы русских писателей» Студия «Анимос»[3]